# FK Arsenal Tivat
FK Arsenal Tivat (Montenegrijns: ФК Арсенал Тиват) is een Montenegrijnse voetbalclub uit Tivat.
De club was lange tijd actief in de derde klasse. Nadat Montenegro in 2006 onafhankelijk werd van Servië werd de club geselecteerd voor de nieuwe Montenegrijnse tweede klasse. In het eerste seizoen werd Arsenal vijfde.
In 2022 promoveerde de club naar het hoogste niveau en bereikte meteen een 3e plaats waardoor het mocht deelnemen aan de UEFA Europa Conference League.

## In Europa
Uitslagen vanuit gezichtspunt FK Arsenal
| Seizoen | Competitie        | Ronde | Land             | Club         | Totaalscore | 1e W    | 2e W    | PUC |
| ------- | ----------------- | ----- | ---------------- | ------------ | ----------- | ------- | ------- | --- |
| 2023/24 | Conference League | 1Q    | Vlag van Armenië | FA Alasjkert | 2-7         | 1-1 (U) | 1-6 (T) | 0.5 |

Totaal aantal punten voor UEFA coëfficiënten: 0.5
Zie ook
- Deelnemers UEFA-toernooien Montenegro
- Ranglijst van alle clubs die in de diverse Europa Cups zijn uitgekomen

Arsenal Tivat ·
Bokelj ·
Budućnost · 
Dečić ·
Jedinstvo Bijelo Polje ·
Jezero · 
Mladost Donja Gorica ·
Mornar ·
Petrovac · 
Sutjeska Nikšić ·